# 韩江 (作家)
韓江（韓語：한강；1970年11月27日—），韓國有名作家，2024年榮获諾貝爾文學獎，成爲獲得諾貝爾獎的第一位韓國作家和第一位亞洲女性作家，2016年以長篇小說《素食者》獲得國際布克獎。作品以小說為主。

## 早年生活與教育
韩江1970年11月27日出生于光州广域市，得名于漢江。韓江出生前，其母亲曾生下另一个女儿，但她在出生仅两小时后便夭折。怀有韩江时，韩江的母亲身体依然虚弱，大部分時間需要服用药物，也曾一度考慮堕胎。這些經歷使得韩江的父母時常提醒她生命的可贵。
韩江家族以「文人家族」而闻名，其父亲是出版小说《揭諦揭諦 波羅揭諦》、《秋史》、《茶山的生活》等作品的小说家韓勝源，哥哥韩东林是出版《幽灵》等作品的小说家，弟弟韩江仁毕业于首尔艺术大学文艺创作系后创作小说和漫画。
韓江九歲時，父親韓勝源辭去中学教職，成為專職作家，全家迁居首爾水踰洞。四個月后，光州民主化運動爆發，示威學生和市民遭到军队屠殺镇压。韓江十二歲時，在家中發現了一本德国記者拍摄、秘密流傳的光州事件相簿，第一次了解到屠殺真相，深刻影响了她對人性的观点和文學的創作。
韓江父親靠寫作艱難謀生，令韓江後來形容她的童年「對一個小孩子來說太沉重了」，但書籍的陪伴給她帶來了安慰。韩江毕业于丰文女子高等學校（现豐文高等學校），期間曾擔任班長。1993年毕业于延世大学国文系。1998年加入愛荷華大學國際寫作計劃。

## 文學生涯
從延世大學畢業後，韓江曾短暫擔任《泉水》月刊的記者。1993年，韩江在季刊《文学与社会》冬季刊发表《首爾的冬天》等五首诗歌，由此涉足文坛。次年，她在以「韓康賢」為筆名參與《首尔新闻》主办的春季文學比賽，並凭借小说《红锚》（붉은 닻）獲得冠軍，從而转型为小说家。她的首部短篇小說集《麗水之戀》於1995年出版，因其結構嚴謹、敘事精煉而引起關注。該書出版後，她辭去了雜誌社的工作，專注於文學創作。
2007年，韓江出版書籍《輕聲吟唱的歌》（가만가만 부르는 노래），該書附有一張音樂專輯。起初她並沒有打算親自演唱，但音樂家兼音樂總監韓正琳（한정림）堅持要她親自錄製這些歌曲。同年，她開始在首爾藝術大學文藝創作學系担任教授，直到2018年。
大學期間，韩江曾痴迷於韓國現代主義詩人李箱的一句詩：「我相信人類應該成爲植物」。她認爲這句詩反應了日本殖民韓國時人們所受到的暴力和壓迫，使這名詩人希望人類變成植物。以此為靈感，韩江完成了其代表作《素食者》。該作品分爲三部分，其中第二部分〈胎記〉於2005年獲得李箱文學獎。但由於合約問題，獲獎時該小説的另外兩部分（〈素食者〉和〈樹火〉）還未發佈。
朴槿惠执政期间（2013年－2017年），韩江因描写韩国军方在光州暴力镇压的《少年来了》等作品而被政府列入文化艺术界黑名单，被禁止获得政府资助。
2015年，《素食者》首次被译介到英国。

## 個人生活
韓江曾與文學評論家兼慶熙網路大學媒体文艺创作系教授洪勇熙結婚。2024年，韓江表示他們很早以前便已離婚，但未指明具體時間。韓江育有一子。2018年起，韓江在首尔瑞草区良才洞开设書店「書店今天」，與兒子一起經營；2023年书店搬至钟路区通義洞；2024年11月起韓江不再参与书店经营。
韓江曾表示她從十幾歲起就患有周期性偏頭痛，她認爲這能使她「保持謙虛」，讓其意識到自己的脆弱性。

## 榮譽與獎項
2016年，韩江小說《素食者》的第二部分〈胎記〉獲得李箱文學獎，因其父韩胜源也在1988年凭借《海边的路人》获得了李箱文学奖，兩人成為該獎首對親子得主。
2016年，《素食者》的英文翻譯獲得國際布克獎，她和此書的英文版翻譯者狄波拉·史密斯平分5萬英鎊的獎金。這使韓江成爲第一位被提名該獎項的南韓作家，而該書也是首部獲得國際布克獎的韓文小說。同年，《素食者》還被《紐約時報書評》評為「2016年十大最佳圖書」之一。然而，由於史密斯對韓語和韓國文化不夠熟悉，導致譯文出現大量低級錯誤，且譯文的語言風格也與韓文原作有顯著的區別，引發了一系列爭議。
2018年，韓江成為第五名被選中為未来图书馆项目撰寫作品的作家。項目組織者凱蒂·帕特森表示，選擇韓江是因為她「拓展了我們對世界的視野」。2019年5月，韓江提交了她的手稿《親愛的兒子，我的摯愛》。在交接儀式上，她用一塊白布包裹住她的手稿，並拖著白布穿過挪威的森林。她解釋稱，這參考了韓國文化中的習俗，白布既用於包裹嬰兒，也用於葬禮的喪服。韓江將這此活動描述為「像是我的手稿與這片森林的婚禮，或是為一首為一個世紀的長眠而唱的搖籃曲」。
2023年，韓江被選爲英國皇家文學學會國際作家項目成員。
2024年7月，《素食者》被《紐約時報》評為「21世紀100本最佳書籍」中的第49名。
2024年10月10日，因其“用强烈的诗意散文直面历史创伤，揭露人类生命的脆弱”，獲得諾貝爾文學獎，是继2000年获得诺贝尔和平奖的前总统金大中之后第二位获得诺贝尔奖的韩国人，也是第一位获得诺贝尔文学奖的韩国人和亚洲女性。

### 獲獎列表
| 獎項                           | 年份 | 分類             | 獲獎作品           | 結果       | 參                     |
| ------------------------------ | ---- | ---------------- | ------------------ | ---------- | ---------------------- |
| 韓國小說文學獎                 | 1999 | 不適用           | 《童佛》           | 獲獎       | [ 41 ]                 |
| 文化體育觀光部今日青年藝術家獎 | 2000 | 文學             | 不適用             | 獲獎       | [ 41 ]                 |
| 李箱文學獎                     | 2005 | 不適用           | 〈胎記〉           | 獲獎       | [ 17 ]                 |
| 東里·木月文學獎                | 2010 | 不適用           | 《起風了，出發吧》 | 獲獎       | [ 41 ]                 |
| 萬海文學獎                     | 2014 | 不適用           | 《少年來了》       | 獲獎       | [ 41 ]                 |
| 黃順元文學獎                   | 2015 | 不適用           | 《當一片雪花融化》 | 獲獎       | [ 41 ]                 |
| 國際布克獎                     | 2016 | 不適用           | 《素食者》         | 獲獎       | [ 30 ]                 |
| 國際布克獎                     | 2018 | 不適用           | 《白》             | 入圍短名單 | [ 43 ]                 |
| 馬拉帕爾泰獎                   | 2017 | 不適用           | 《少年來了》       | 獲獎       | [ 44 ] [ 45 ]          |
| 金裕貞文學獎                   | 2018 | 不適用           | 《告別》           | 獲獎       | [ 41 ]                 |
| 国际IMPAC都柏林文学奖          | 2018 | 不適用           | 《少年來了》       | 入圍短名單 | [ 46 ]                 |
| 聖克萊門特文學獎               | 2019 | 不適用           | 《素食者》         | 獲獎       | [ 41 ]                 |
| 美第奇獎                       | 2023 | 美第奇外國文學獎 | 《》               | 獲獎       | [ 47 ]                 |
| 埃米尔·吉美亚洲文学奖          | 2024 | 不適用           | 《》               | 獲獎       | [ 48 ]                 |
| 湖巖獎                         | 2024 | 藝術             | 不適用             | 獲獎       | [ 49 ]                 |
| 諾貝爾文學獎                   | 2024 | 不適用           | 不適用             | 獲獎       | [ 50 ] [ 51 ] [ 52 ]   |
| Pony Chung創新獎               | 2024 | 不適用           | 不適用             | 獲獎       | [ 53 ] [ 54 ] [ 註 2 ] |

## 代表作品

### 長篇小說
- 《玄鹿》（검은 사슴），文學村（朝鲜语：문학동네），1998，ISBN 89-8281-133-8
  - 簡體中文譯本：《玄鹿》，金莲顺 譯，长春：吉林出版集团，2013，ISBN 9787553419268
- 《你冰冷的手》（그대의 차가운 손），文学与知性社（朝鲜语：문학과지성사），2002，ISBN 89-320-1304-7
- 《素食者（朝鲜语：채식주의자 (소설)）》，創批（朝鲜语：창비），2007，ISBN 978-89-364-3359-8
  - 繁體中文譯本：《素食者》，胡椒筒 譯，台北：漫遊者文化，2023，ISBN 9789864897773
  - 繁體中文譯本：《素食者》，千日 譯，台北：漫遊者文化，2016，ISBN 9789865671921
  - 簡體中文譯本：《素食者》，胡椒筒 譯，成都：四川文艺出版社，2021，ISBN 9787541160868
- 《起風了，出發吧》（바람이 분다, 가라），文学与知性社（朝鲜语：문학과지성사），2010，ISBN 978-89-320-2000-6
- 《希臘語時間》（희랍어 시간），2011，文學村（朝鲜语：문학동네），ISBN 978-89-546-1651-5
  - 簡體中文譯本：《失语者》，田禾子 譯，北京：九州出版社，2023，ISBN 9787522518916
- 《少年來了（朝鲜语：소년이 온다）》，創批（朝鲜语：창비），2014，ISBN 978-89-364-3412-0
  - 繁體中文譯本：《少年來了》，尹嘉玄 譯，台北：漫遊者文化，2018，ISBN 9789864892341
- 《白》（흰），Nanda（난다），2016，ISBN 978-89-546-4071-8
  - 繁體中文譯本：《白》，張雅眉 譯，台北：漫遊者文化，2019，ISBN 9789864893607
  - 簡體中文譯本：《白》，胡椒筒 譯，成都：四川文艺出版社，2022，ISBN 9787541163760
- ，文學村（朝鲜语：문학동네），2021，ISBN 978-89-546-8215-2
  - 繁體中文譯本：《永不告別》，盧鴻金 譯，台北：漫遊者文化，2023，ISBN 9789864897988
  - 簡體中文譯本：《不做告别》，卢鸿金 譯，北京：九州出版社，2023，ISBN 9787522518954

### 短篇小說集
- 《麗水之愛》（여수의 사랑），文学与知性社（朝鲜语：문학과지성사），1995，ISBN 89-320-0750-0
  - 陆版中文版《黑夜的狂欢》， 崔有学 译，北京 : 国文出版社 ISBN 978-7-5125-1761-5
- 《植物妻子》（내 여자의 열매），創批（朝鲜语：창비），2000，ISBN 89-364-3657-0
  - 簡體中文譯本：《植物妻子》，崔有学 譯，成都：四川文艺出版社，2023，ISBN 9787541165320
- 《黃色圖案的永恆》（노랑무늬영원），文学与知性社（朝鲜语：문학과지성사），2012，ISBN 978-89-320-2353-3
  - 陆版中文版《伤口愈合中》 崔有学 译，北京 : 国文出版社 ISBN 978-7-5125-1760-8

### 未結集短篇小說
- 《我的名字是向日葵》（내 이름은 태양꽃），文學村（朝鲜语：문학동네），2002，ISBN 978-89-8281-479-2
- 《紅花故事》（붉은 꽃 이야기），Yolimwon（열림원），2003，ISBN 978-89-7063-333-6
- 《雷電小仙女，閃電小仙女》（천둥 꼬마 선녀 번개 꼬마 선녀），文學村（朝鲜语：문학동네），2007，ISBN 978-89-546-0279-2
- 《淚盒》（눈물상자），文學村（朝鲜语：문학동네），2008，ISBN 978-89-546-0581-6

### 詩集
- 《把晚餐放進抽屜》（서랍에 저녁을 넣어 두었다），文学与知性社（朝鲜语：문학과지성사），2013，ISBN 978-89-320-2463-9
  - 簡體中文譯本：《把晚餐放进抽屉》，卢鸿金 譯，北京：九州出版社，2024，ISBN 9787522517339

### 散文集
- 《愛與圍繞著愛的事物》（사랑과, 사랑을 둘러싼 것들），Yolimwon（열림원），2003，ISBN 978-89-7063-369-5
- 《輕聲吟唱的歌》（가만가만 부르는 노래），Viche（비채），2007，ISBN 978-89-92036-27-6

## 外部連結
- 官方网站
- 诺贝尔奖官方网站上的韩江
- Kang, Han. . The Guardian. 2023-04-28  [2023-06-23].
- Zhou, Dennis. . The New Yorker. 2023-01-30  [2023-06-23]. （原始内容存档于2024-12-11）.